# دوتیره
دوتیره، روستایی است از توابع بخش دابودشت شهرستان آمل در استان مازندران ایران.
این روستا دارایی زمین زراعی و خاک حاصل خیز  که برنج این منطقه از بهترین برنج‌های شمال کشور می‌باشد .

## جمعیت
این روستا در دهستان دابوی میانی قرار دارد و براساس سرشماری مرکز آمار ایران در سال ۱۳۸۵، جمعیت آن ۵۵۴ نفر (۱۴۶خانوار) بوده‌است.
جاهایی دیدنی
امام زاده دوبرار ( دو برادر)